# RTX Corporation
RTX Corporation – amerykańska międzynarodowa korporacja przemysłu zbrojeniowego z siedzibą w Arlington. Jest jednym z największych producentów sprzętu lotniczego i obronnego na świecie pod względem przychodów i kapitalizacji rynkowej, a także jednym z największych dostawców usług wywiadowczych. RTX produkuje silniki lotnicze, awionikę, struktury lotnicze, rozwiązania z zakresu cyberbezpieczeństwa, pocisków rakietowych, systemy obrony przeciwlotniczej, satelity i drony. Firma jest również dużym wykonawcą wojskowym, uzyskując znaczną część swoich przychodów od rządu USA. Firma powstała w wyniku połączenia równoprawnych podmiotów między spółkami zależnymi z branży lotniczej United Technologies Corporation (UTC) i Raytheon Company, które zostało zakończone 3 kwietnia 2020 r. Przed połączeniem UTC wydzieliło swoje spółki zależne z branży nielotniczej Otis Elevator Company i Carrier Corporation. UTC jest nominalnym ocalałym z połączenia, ale zmieniło nazwę na Raytheon Technologies i przeniosło swoją siedzibę do Waltham w stanie Massachusetts
Firma, która zmieniła nazwę na RTX w lipcu 2023 r., ma trzy spółki zależne: Collins Aerospace, Pratt & Whitney i Raytheon (dawniej Raytheon Intelligence & Space i Raytheon Missiles & Defense)